# Црква Свете Недеље, Живињане код Призрена
Црква Свете Недеље у насељеном месту Живињане, у општини Призрен у Метохији, у Србији и део је Средачке жупе. Црква је припадала Епархији рашко-призренској Српске православне цркве. Сви становници села су Срби, али је већина протерана након НАТО бомбардовања.

## Мартовски погром 2004.
Црква посвећена Светој Недељи, минирана је, тако да су од грађевине остали само темељи. По извештају КФОР/УНМИК-а: 19. март 2004. године – Експлозија комплетно уништила православну цркву у селу Живињане.
И поред обећања да ће се црква обновити, расељени становници села обележавају сеоску славу на темељима разрушеног храма. По одржаној свечаности, уз пратњу полиције се враћају централну Србију.